# 蓋塔諾·布雷西

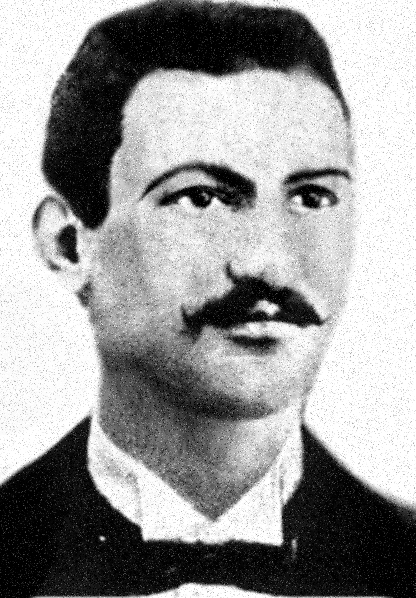
蓋塔諾·布雷西

蓋塔諾·布雷西 (義大利語：Gaetano Bresci，義大利語發音：[ɡaeˈtaːno ˈbreʃʃi]，1869年11月11日—1901年5月22日)，意大利裔美国人，無政府主義者。

## 刺殺義大利國王
1900年7月29日黃昏，他在倫巴第蒙扎對國王翁貝托一世連開四槍進行刺殺。他宣稱是為了報復之前發生的貝瓦·貝卡里斯將軍下令對抗議者進行的屠殺。
刺殺後他隨即被拘捕並進行審訊，辯護律師是同為無政府主義者的弗朗西斯·澤維爾·梅林律師。由於當時義大利沒有死刑，他被判終身監禁於第勒尼安海的聖斯特凡諾島。一年後的5月22日死於禁所，死因不明。
他是第一個刺殺歐洲君主且沒有被處死的人。

## 影響
直到現在，蓋塔諾·布雷西被無政府主義者及共和主義者視為英雄。
不久後的美國總統威廉·麥金萊刺殺案，兇手里昂·喬戈什的刺殺行動被認為是受到蓋塔諾·布雷西影響的。